# Bach an der Kniewiese
Der Bach an der Kniewiese ist ein knapp eineinhalb Kilometer langer linker und westlicher Zufluss des Mergbaches.

## Geographie

### Verlauf
Der Bach an der Kniewiese entspringt auf einer Höhe von etwa 307 m ü. NHN im Odenwald am Rande eines kleinen Wäldchen südwestlich von Reichelsheim-Klein-Gumpen. 
Er fließt zunächst in südöstlicher Richtung durch eine Feuchtwiesenlandschaft, wendet sich dann mehr nach Nordwesten und läuft am Nordhang des Klingenberges entlang. 
Südlich von Klein-Gumpen mündet er schließlich zwischen dem Hardtweg und der Krimhildstraße auf einer Höhe von ungefähr 228 m ü. NHN  von links in den Mergbach.
Sein etwa 1,4 km langer Lauf endet ungefähr 79 Höhenmeter unterhalb seiner Quelle, er hat somit ein mittleres Sohlgefälle von etwa 56 ‰.

### Einflussgebiet
Das Einflussgebiet des Bachs an der Kniewiese liegt im  Gersprenztal einem Teilgebiet des Vorderen Odenwald und wird über den Mergbach, die Gersprenz, den Main und den Rhein zur Nordsee entwässert.
Das  Einflussgebiet  wird von Grün- und Ackerland dominiert.

### Flusssystem Gersprenz
- Fließgewässer im Flusssystem Gersprenz